# Sinziger Orgelwoche
Die Sinziger Orgelwoche oder auch Internationale Studienwoche für Neue Geistliche Musik Sinzig war ein internationales Festival für zeitgenössische Musik in der Kirche. Es wurde 1976 vom Organisten und Komponisten Peter Bares gegründet. Bis 1996 fand es jeweils zehnmal in St. Peter in Sinzig und zehn Mal in der Bonner Kreuzkirche und in der Kunst-Station Sankt Peter in Köln statt. In kleinem Rahmen wird es unter dem Titel orgel-mixturen seit 2004 weitergeführt.
Verleger Christoph Dohr vergleicht das Festival mit den Donaueschinger Musiktagen auf Seiten der Kirchenmusik. Komponisten fanden hier eines der wenigen Foren innerhalb der katholischen Kirche. Vor allem durch das Engagement der Rundfunkanstalten WDR, SWF und DLF wurde das Festival überregional bekannt. Laut Detlef Gojowy liegen allein aus den Sinziger Jahren 250 Einspielungen im Archiv des WDR. Insgesamt wird die Anzahl auf über 500 geschätzt.

## Geschichte
Der 1960 in Sinzig angestellte Organist Peter Bares baute 1972 in St. Peter eine besondere Orgel für zeitgenössische Musik. Zusammen mit Zsigmond Szathmáry und Ludwig Doerr fand 1976 die erste Orgelwoche unter Einbeziehung eigener Kompositionen statt. Mit Musikern wie Theo Brandmüller, Hans Heinrich Eggebrecht, Clytus Gottwald, Werner Jacob oder Wolfgang Stockmeier fanden sich bedeutende Organisten, Komponisten und Musikwissenschaftler in Sinzig ein. Die Orgel wurde durch Aufführungen von Vokalensembles ergänzt.
Seit 1985 gastierte die Studienwoche mit Hilfe von Johannes Geffert in der evangelischen Kreuzkirche Bonn.
Nach der Neueinstellung von Bares an der Kunst-Station Sankt Peter in Köln unter Kunstpater Friedhelm Mennekes setzte Bares die Orgelwoche zwischen 1993 und 1996 an seiner neuen Wirkungsstätte fort. Bemerkenswert ist die Hartnäckigkeit, mit der sich Bares für die Neue Musik innerhalb der katholischen Kirche einsetzte. Nach Struck-Schloen widersetzt sich Bares dem Trend der katholischen Kirchenmusik allgemein. Ihm gelingt es, die durch das Zweite Vatikanische Konzil ausgelöste Trennung von Hochkultur und Volkskunst innerhalb der Kirche zeitweilig aufzuhalten.

## Orgel-Mixturen
2004 lässt Bares die Orgel in Sankt Peter in Köln ähnlich wie in Sinzig zu einem Instrument für zeitgenössische Musik umbauen. Mit 112 Registern ist ihre Dimension größer als in Sinzig. Im jährlichen Festival Orgel-Mixturen wird die Sinziger Woche in kleinem Rahmen fortgesetzt.
Seit 2008 ist der DLF Medienpartner. Es gibt einen jährlichen Composer in Residence, der sich mit der besonderen Orgel beschäftigen soll. Seit 2007 leitet Bares Nachfolger Dominik Susteck die orgel-mixturen. Ständiger Gast ist Zsigmond Szathmáry, der mittlerweile zum Titularorganisten an Sankt Peter ernannt worden ist. Die orgel-mixturen beziehen auch die jüngere Organistengeneration wie Andreas Jacob, Eckard Manz, Thomas Noll oder Martin Schmeding ein. Composer in Residence waren bisher Peter Köszeghy (2009), Luis Antunes Pena (2010), Joanna Wozny (2011), Samir Odeh-Tamimi (2012), Jamilia Jazylbekova (2013) und Martin Schüttler (2014).

## Nachweise
1. ↑  Hermann J. Busch, Matthias Geuting: Lexikon der Orgel, Orgelbau, Orgelspiel, Komponisten und ihre Werke. Interpreten. Laaber 2007. S. 81.
2. ↑  Detlef Gojowy: Musikstunden. Beobachtungen, Verfolgungen und Chroniken neuer Tonkunst. Köln 2008. S. 663.
3. ↑  Michael Struck-Schloen: Ein Organist muckt auf. In: Die Zeit. 9. April 1993. S. 56.
4. ↑  Michael Gassmann (Hg.): Werkzeuge der Stille II. Köln 2007.
5. ↑  orgel-mixturen (Memento des Originals vom 4. Juni 2011 im Internet Archive)  Info: Der Archivlink wurde automatisch eingesetzt und noch nicht geprüft. Bitte prüfe Original- und Archivlink gemäß Anleitung und entferne dann diesen Hinweis.
6. ↑  Rainer Nonnenmann: Ihr werdet mich suchen und nicht finden. Die Kunst-Station Sankt Peter in Köln und ihre spezielle Orgel für neue Musik. In: NZfM 1/2009, organ 2/2009.